# Takajuki Čano
Takajuki Čano (* 23. listopad 1976) je bývalý japonský fotbalista.

## Reprezentace
Takajuki Čano odehrál 7 reprezentačních utkání. S japonskou reprezentací se zúčastnil Mistrovství Asie ve fotbale 2004.

## Statistiky
| Japonsko | Japonsko | Japonsko |
| Roky     | Záp.     | Góly     |
| -------- | -------- | -------- |
| 2004     | 3        | 0        |
| 2005     | 4        | 0        |
| Celkem   | 7        | 0        |